# Serra Pelada

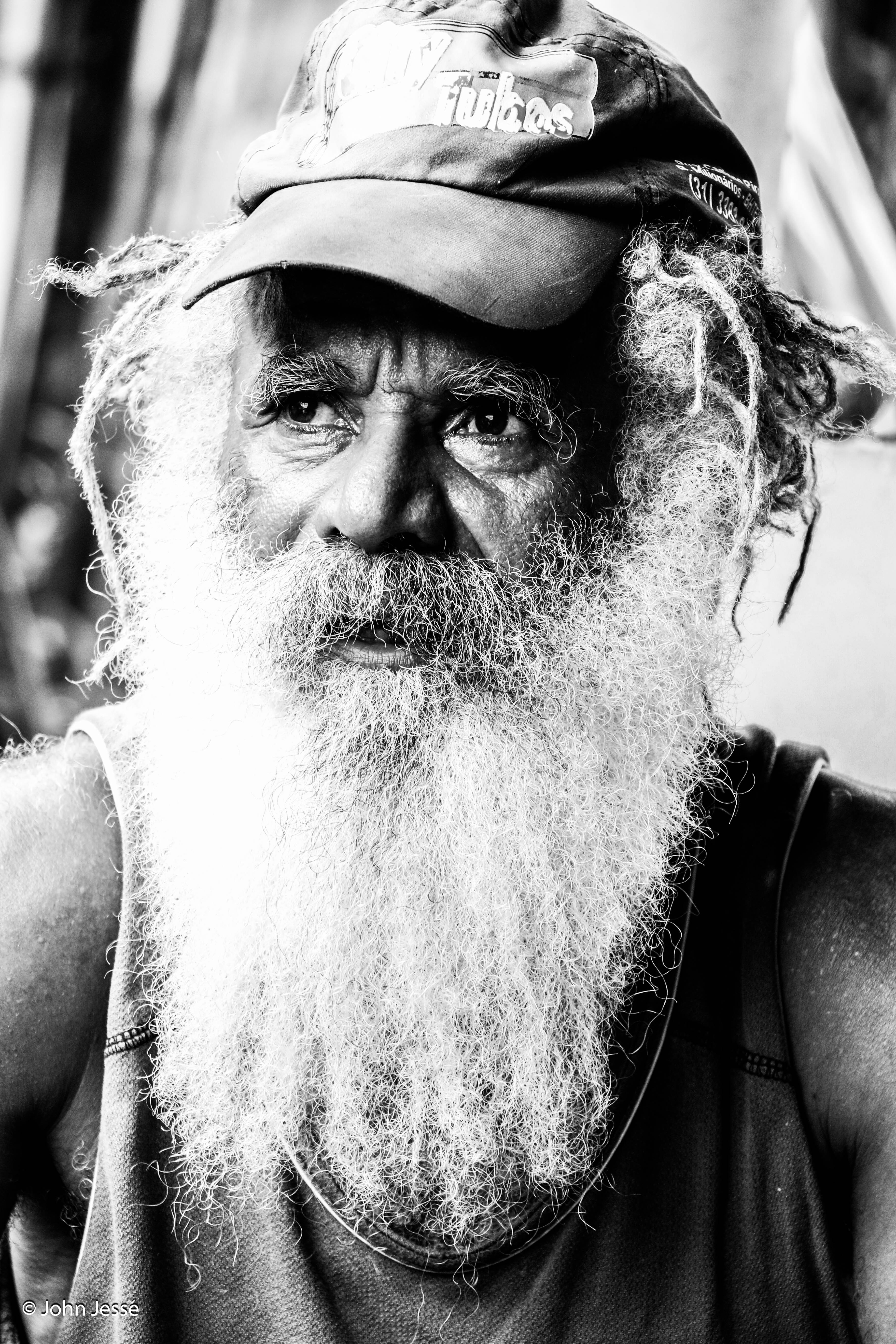
Bärtiger Goldsucher in der Serra Pelada

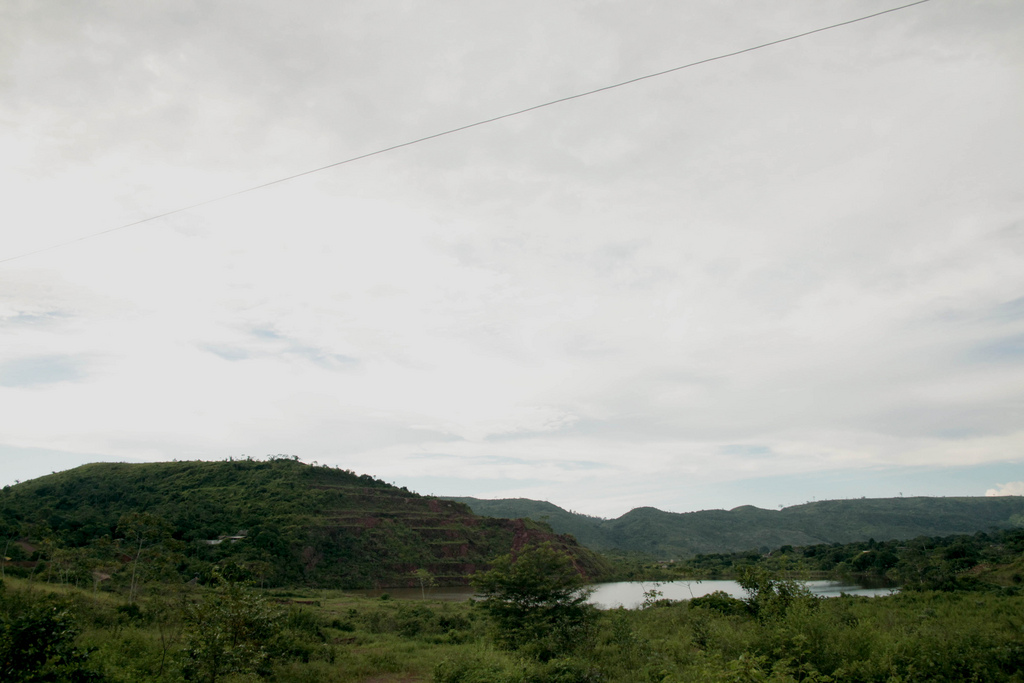
Serra Pelada im Município de Curionópolis

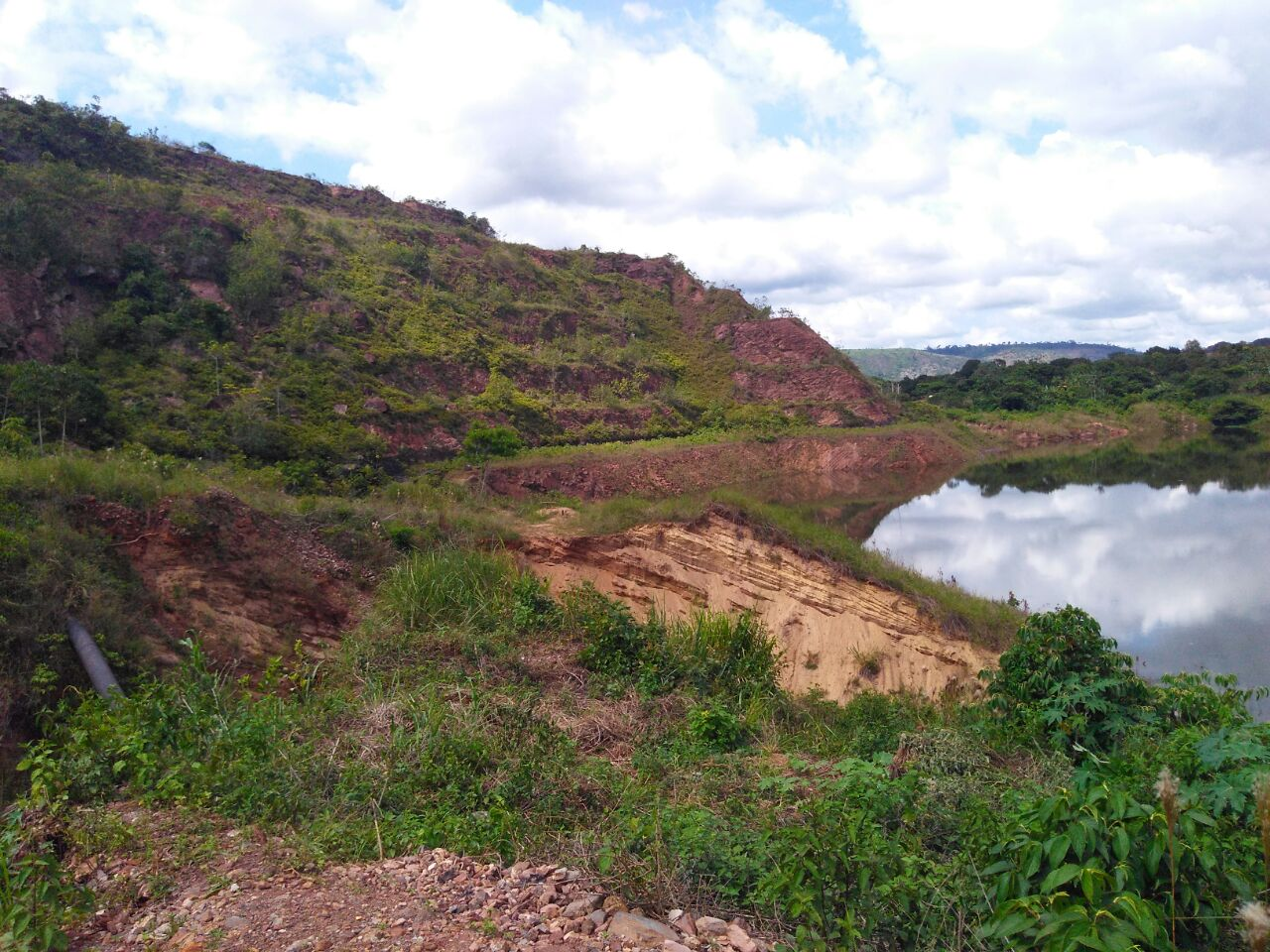
Blick auf die überflutete Serra Pelada

Die Serra Pelada ist ein brasilianisches Dorf, Bezirk der Gemeinde von Curionópolis, im Südosten von Pará.
Das Dorf liegt in der Nähe einer Bergkette, ein bis 700 m hohes Mittelgebirge, in der Carajas-Region zwischen den Ortschaften Curionópolis und Parauapebas, etwa 40 Kilometer südwestlich von Marabá im brasilianischen Bundesstaat Pará.

## Geschichte
1976 wurde die Region erstmals mineralogisch untersucht und durch den Journalisten Ricardo Kotscho bekannt gemacht. In den Jahren 1978/1979 fand man größere Goldmengen, die in den 1980er Jahren eine Invasion von 80.000 bis zu einer halben Million Goldgräbern (portugiesisch garimpeiros) auslöste. Vor allem landlose Bauern aus den armen nordöstlichen Bundesstaaten Brasiliens und Glücksritter fielen in der Serra Pelada ein und bildeten unkontrollierte Hüttensiedlungen. In den tropischen Regenwald wurde mit einfachen Mitteln wie Schaufeln und Spitzhacken ein 120 Meter tiefes und 300 Meter breites Loch gegraben und das Gold im Tagebau ausgebeutet. Der dadurch ausgelöste Goldrausch war der größte Lateinamerikas und einer der größten des 20. Jahrhunderts nach dem Klondike-Goldrausch in Alaska.
Der Tagebau galt hinsichtlich der Arbeiterzahl als einer der größten der Welt und lockte neben den Minenarbeitern auch Glücksritter, Abenteurer und Kriminelle an.
Für viele blieb auch nur der Aufenthalt auf der cata, der Parzelle, wo gearbeitet und sogar die Notdurft verrichtet wurde.
Innerhalb der Mine gab es zahlreiche strenge Regeln. Um möglichen Konflikten zu begegnen, war den häufig minderjährigen Prostituierten der Zugang zum Tagebaugelände untersagt, Alkohol und Waffen waren ebenfalls verboten. Daher konzentrierten sich diese Aktivitäten auf den Randbereich der Mine, wo auch unkontrollierte Wellblechhüttensiedlungen entstanden.
Als Betreuung der Minenarbeiter diente ein Kino, in dem der US-Pornofilm Deep Throat in Dauerschleife gezeigt wurde. In der Ortschaft O Trinta siedelten sich zwei weitere Kinos und 40 Bordelle an.
Rivalitäten unter den Minenarbeitern wurden aufgrund des Waffenverbotes nicht in der Mine, sondern in O Trinta ausgetragen, was teilweise zu sieben bis acht Mordopfern pro Nacht führte.
Die medizinische Versorgung war katastrophal. Aufgrund der harten Arbeitsbedingungen und dem hohen Infektionsdruck durch tropische Krankheiten bei unzureichenden Bedingungen war die Sterblichkeit unter den Schürfern sehr hoch.
Die Ausbeute wurde ungerecht verteilt. Etwa zwei Prozent der Goldschürfer teilten sich 70 Prozent der Goldgewinne.
Der Ankauf der Goldnuggets war von der Bundessparkasse (Caixa Econômica Federal) monopolisiert, welche schon zu Beginn des Goldbooms eine Bankfiliale in der Nähe der Mine eröffnete.
Im Mai 1980 erschien Sebastião Rodrigues de Moura, alias "Major Curió", um zusammen mit der Bundespolizei die Garimpeiros zu kontrollieren.
1988 unterdrückte die brasilianische Militärpolizei einen gewerkschaftlich organisierten Aufstand der Bergarbeiter, wobei es angeblich zu über hundert Todesfällen kam. Während in diesem Jahr noch 745 kg Gold gefunden wurde, waren es 1990 nur noch 250 kg.
1992 nahm die Ergiebigkeit des Tagebaus stark ab. Durch Einbruch der Kraterränder und Grundwasserzufluss entstand ein See, der den unkontrollierten Goldrausch zum Erliegen brachte. Der Bergwerkseigentümer, Vale, musste eine Strafe von 59 Millionen Reais an die Bundesregierung zahlen, da die Abbaurechte unerlaubterweise an die Garimpeiros vergeben worden waren. 2002 wurde den Goldsuchern eine gewisse Autonomie und eine eigene Region zugesichert, was jedoch die zunehmenden Konflikte und die Mordrate nicht einzudämmen vermochte. Im Jahr 2007 erlangte das brasilianische Unternehmen COOMIGASP die Abbaurechte.

## Sonstiges
International bekannt wurde die Serra Pelada durch die berühmte Fotoreihe von Sebastião Salgado. Der Garimpo der Serra Pelada entwickelte sich als eine Art archaische Parallelwelt mit eigenen Gesetzen und eigener Sprache. Das vermeintliche Chaos beim Goldabbau war in Wirklichkeit straff organisiert. Nicht mehr als 10 Bergarbeiter arbeiteten auf den 2 × 3 m breiten Parzellen (portugiesisch cata) und der Abraum wurde von tausenden Hilfsarbeitern (portugiesisch formigas, im Jargon „Ameisen“) dreißigmal am Tag in 30 kg-Säcken über den Krater transportiert. Pro Gang erhielten sie umgerechnet 50 Cent, Nahrung und eine Schlafgelegenheit. Die Grenzen der Parzellen wurden gegen Konkurrenten mit Waffengewalt verteidigt. Kontrolliert wurden die Arbeiten von einigen hundert Goldsuchern, welche 75 % Anteile des Tagebaus besaßen, der Rest waren Hilfsarbeiter und Handlanger mit dem Status von Leibeigenen.

## Filme
- J. B. Tanko: Os Trapalhões na Serra Pelada. Komödie, Brasilien 1982
- Oliver Herbrich: Auf der Suche nach El Dorado. Dokumentarfilm, 1983/84
- Heitor Dhalia: Serra Pelada. Drama, Brasilien, 2013